# Őriszentpéter
Őriszentpéter é uma cidade da Hungria, situada no condado de Vas. Tem 33,56 km² de área e sua população em 2019 foi estimada em 1.160 habitantes.